# Novomússino
Novomússino (en rus: Новомусино) és un poble de Baixkíria, a Rússia, que en el cens del 2010 tenia 305 habitants. Pertany al districte de Iermolàievo.